# NGC 920
NGC 920 (również PGC 9377 lub UGC 1920) – galaktyka spiralna z poprzeczką (SBab), znajdująca się w gwiazdozbiorze Andromedy. Odkrył ją Lewis A. Swift 11 września 1885 roku.